# Charming Beauties
Charming Beauties – polski zespół R&B założony w Krakowie w 1992 roku, przez Jacka Chruścińskiego, basistę, aranżera i kompozytora prawie całości repertuaru.
Pierwszy skład zespołu to:
- Renata Świerczyńska - śpiew
- Jacek Chruściński - gitara basowa, śpiew
- Tadeusz Pocieszyński - gitara, śpiew
- Paweł Moszumański - instrumenty klawiszowe
- Paweł Dalach - saksofon
- Wacław Smoliński - trąbka
- Andrzej Mrowiec - perkusja

W roku 1993 zespół wydał CD "Womanizer" i zarejestrował 45 minutowy program "Rhythm'n'blues w Krakowie" dla TVP 2. W latach 1992–1997 grupa Charming Beauties zagrała ponad sto koncertów, m.in. na festiwalach FAMA '94, Warszawa, Głogów, Bełchatów, Krasiczyn. Z zespołem współpracowali wtedy również: Jacek Królik, Ryszard Krawczuk, Dariusz Janus i Piotr Królik. W roku 1997 zespół zawiesił działalność.

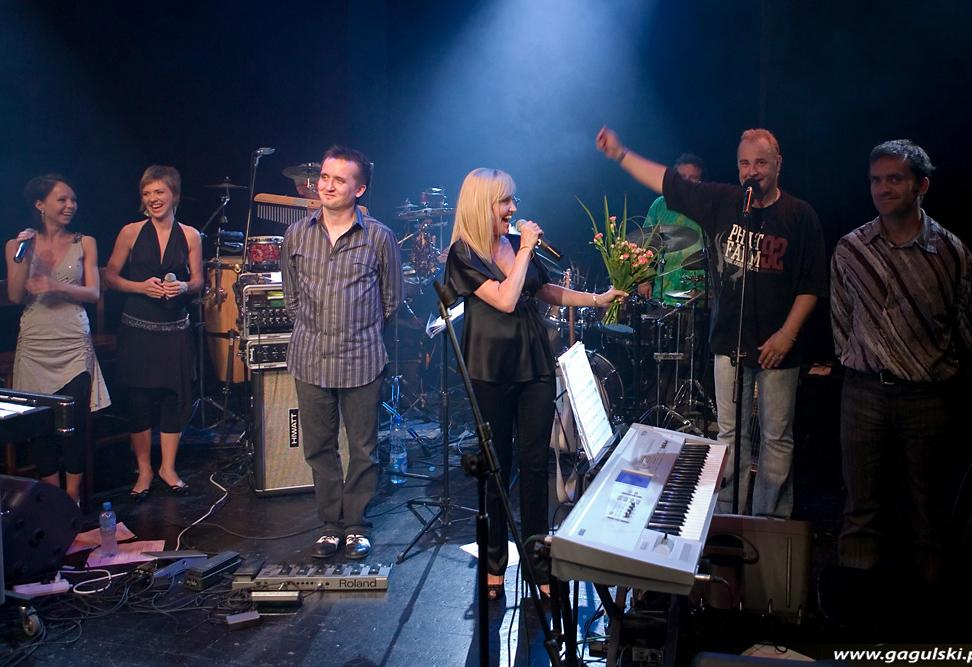
Charming Beauties po koncercie w Teatrze stu. Od lewej: Ewa & Agnieszka, Jacek Królik, Renata Świerczyńska, Artur Malik, Jacek Chruściński, Adam Niedzielin.

Ponownie pojawił się na polskiej scenie muzycznej w 2007 roku w składzie:
- Renata Świerczyńska - śpiew
- Jacek Chruściński - gitara basowa, śpiew
- Jacek Królik - gitary
- Adam Niedzielin - instrumenty klawiszowe
- Artur Malik - perkusja

Z zespołem występują gościnnie:
- Gabi Topa - cello
- Klementyna Trzcińska - vib
- Ewa Niewdana - voc
- Agnieszka Kiermasz - voc
- Jan Pilch - perc